# グッドバイ (メリー・ホプキンの曲)
「グッドバイ」（Goodbye）は、メリー・ホプキンの楽曲である。作詞・作曲およびプロデュースはポール・マッカートニーが手がけていて、作詞作曲者のクレジットはレノン＝マッカートニー名義となっている。イギリスで1969年3月28日にシングル盤が発売され、全英シングルチャートでは最高位2位を記録した。アメリカでは1969年4月7日に発売され、Billboard Hot 100で最高位13位を記録した。2019年に『アビイ・ロード (スーパー・デラックス・エディション)』が発売された際に、マッカートニーによるデモ音源が収録された。

## 背景
「グッドバイ」は、1968年に設立されたアップル・レコードから発売されたシングル盤で、マッカートニーがプロデュースを手がけた『悲しき天使』に続く2作目のシングルとして書かれた。
楽曲について、マッカートニーは「この曲で覚えていることは、数年後にスコットランドの北部からオークニー諸島に船で旅したときのこと。船長に一番好きな曲だと言われてね。船乗りの立場からすると、すごく出港っぽい曲なんだ」と振り返っている。
『オールミュージック』のリッチー・アンターバーガーは「わずかにミュージックホールの要素を持つ、大陸ヨーロッパのフォーク・ラブ・バラードのような陽気でキャッチーな曲」と評している。

## レコーディング
1969年2月にキャヴェンディッシュ・アベニューの自宅で、ホプキンおよびスコアを担当したリチャード・アンソニー・ヒューソンのガイド用にデモ音源を録音した。
3月1日、ウィルズデンにあるモーガン・スタジオで、「グッドバイ」とシングルのB面曲「スパロー」のレコーディングを行った。本作のレコーディングでは、ホプキンがボーカルとアコースティック・ギターを演奏し、マッカートニーはベースのほかに、イントロと間奏（ソロ）のアコースティック・ギター、ドラム、パーカッションを演奏。オーバー・ダビングされたオーケストラの編曲は、リチャード・ヒューソンが手がけた。なお、デモ・テープはCメジャーで作られたが、ホプキンの声域に合わせてEメジャーに変更してレコーディングされた。レコーディング風景は、アップル・レコードの広報を担当していたトニー・ブラムウェルによって撮影されており、当時の様子がまとめられたプロモーション・ビデオではコントロール・ルームでプレイバックを聴くマッカートニーとホプキンの様子や、ホプキンが曲に合わせて口パクをする様子が確認できる。

## リリース
「グッドバイ」は、イギリスで1969年3月28日にシングル盤として発売され、全英シングルチャートで最高位2位を記録した。アメリカでは1969年4月7日に発売され、Billboard Hot 100で最高位13位を記録した。
1977年にホプキンはトニー・ヴィスコンティと共に外国語バージョンを制作し、2014年4月28日にメアリー・ホプキン・ミュージックより「悲しき天使」と共に配信限定でリリースされた。
前作と同様にオリジナル・アルバムには未収録となっており、1971年に発売されたコンピレーション・アルバム『ザ・ソング・オブ・レノン&マッカートニー』でアルバム初収録となった。

## クレジット
※出典（特記を除く）
- メリー・ホプキン - ボーカル、アコースティック・ギター
- ポール・マッカートニー - アコースティック・ギター（イントロとソロ）、ベース、ドラム[9]、パーカッション[9]
- リチャード・ヒューソン - オーケストラ編曲

## ポール・マッカートニーによるデモ音源
前述のとおり、マッカートニーによるデモ音源が、1969年2月にロンドンのキャベンディッシュ通りにあったマッカートニー自宅で録音された。
マッカートニーによるデモ音源は、海賊盤を通じて知られ、2019年に発売された『アビイ・ロード (スーパー・デラックス・エディション)』に収録され、初めて公式作品で入手することが可能となった。

## チャート成績

### 週間チャート
| チャート (1969年)                      | 最高位 |
| -------------------------------------- | ------ |
| オーストラリア (Kent Music Report)     | 3      |
| ベルギー (Ultratop 50 Flanders)        | 3      |
| ベルギー (Ultratop 50 Wallonia)        | 6      |
| Canada Adult Contemporary (RPM)        | 3      |
| Canada Top Singles (RPM)               | 15     |
| フィンランド (Suomen virallinen lista) | 4      |
| フランス (SNEP)                        | 9      |
| アイルランド (IRMA)                    | 1      |
| イスラエル (Israel Singles Chart)      | 5      |
| オランダ (Dutch Top 40)                | 1      |
| オランダ (Single Top 100)              | 1      |
| ノルウェー (VG-lista)                  | 3      |
| ポーランド (ZPAV)                      | 4      |
| スウェーデン (Sverigetopplistan)       | 3      |
| スウェーデン (Swedish Singles Chart)   | 1      |
| UK シングルス (OCC)                    | 2      |
| US Billboard Hot 100                   | 13     |
| US Easy Listening (Billboard)          | 6      |

### 年間チャート
| チャート (1969年)                 | 順位 |
| --------------------------------- | ---- |
| US (Joel Whitburn's Pop Annual)   | 117  |
| US Adult Contemporary (Billboard) | 41   |